# Ейвондейл (Луїзіана)
Ейвондейл (англ. Avondale) — переписна місцевість (CDP) в США, в окрузі Джефферсон штату Луїзіана. Населення — 4582 особи (2020).

## Географія
Ейвондейл розташований за координатами 29°54′2″ пн. ш. 90°11′36″ зх. д. / 29.90056° пн. ш. 90.19333° зх. д. (29.900468, -90.193328).  За даними Бюро перепису населення США в 2010 році переписна місцевість мала площу 15,52 км², з яких 14,39 км² — суходіл та 1,12 км² — водойми.

## Демографія
Згідно з переписом 2010 року, у переписній місцевості мешкали 4954 особи в 1672 домогосподарствах у складі 1311 родини. Густота населення становила 319 осіб/км².  Було 1811 помешкання (117/км²).
Расовий склад населення:
| - 55,4 % — білих - 26,8 % — чорних або афроамериканців - 11,6 % — азіатів - 0,5 % — корінних американців - 3,3 % — осіб інших рас |

До двох чи більше рас належало 2,4 %. Частка іспаномовних становила 9,7 % від усіх жителів.
За віковим діапазоном населення розподілялося таким чином: 24,4 % — особи молодші 18 років, 62,0 % — особи у віці 18—64 років, 13,6 % — особи у віці 65 років та старші. Медіана віку мешканця становила 37,1 року. На 100 осіб жіночої статі у переписній місцевості припадало 96,2 чоловіків;  на 100 жінок у віці від 18 років та старших — 93,1 чоловіків також старших 18 років.
Середній дохід на одне домашнє господарство  становив 41 452 долари США (медіана — 30 478), а середній дохід на одну сім'ю — 44 688 доларів (медіана — 35 647). Медіана доходів становила 33 603 долари для чоловіків та 26 938 доларів для жінок. За межею бідності перебувало 28,7 % осіб, у тому числі 45,6 % дітей у віці до 18 років та 16,7 % осіб у віці 65 років та старших.
Цивільне працевлаштоване населення становило 1998 осіб. Основні галузі зайнятості: роздрібна торгівля — 16,2 %, виробництво — 15,5 %, мистецтво, розваги та відпочинок — 13,9 %, освіта, охорона здоров'я та соціальна допомога — 13,0 %.